# Аркма
А́ркма (эст. Arkma) — деревня в волости Тюри уезда Ярвамаа, Эстония.

## География и описание
Расположена у шоссе Таллин—Вильянди, в 19 км к юго-востоку от волостного центра — города Тюри, и в 25 км к югу от уездного центра — города Пайде. Высота над уровнем моря — 62 метра.
Через деревню протекает река Ряпу.
Климат умеренный. Официальный язык — эстонский. Почтовый индекс — 72011.

## Население
По данным переписи населения 2021 года, в Аркма насчитывалось 47 жителей, из 44 (93,6 %) — эстонцы.
По данным переписи населения 2011 года, в деревне проживал 51 человек, из них 48 (94,1 %) — эстонцы.
Численность населения деревни Аркма по данным переписей населения:
| Год  | 1959 | 1970 | 1979  | 1989 | 2000 | 2011 | 2021 |
| ---- | ---- | ---- | ----- | ---- | ---- | ---- | ---- |
| Чел. | 100  | ↘ 92 | ↗ 109 | ↘ 94 | ↘ 87 | ↘ 51 | ↘ 47 |

## История
В письменных источниках 1624 года упоминается Artma (деревня), 1638 года — Artama, 1797 года — Arkma.
На землях деревни находятся три охраняемых государством каменных могильника бронзового века, памятники археологии.  

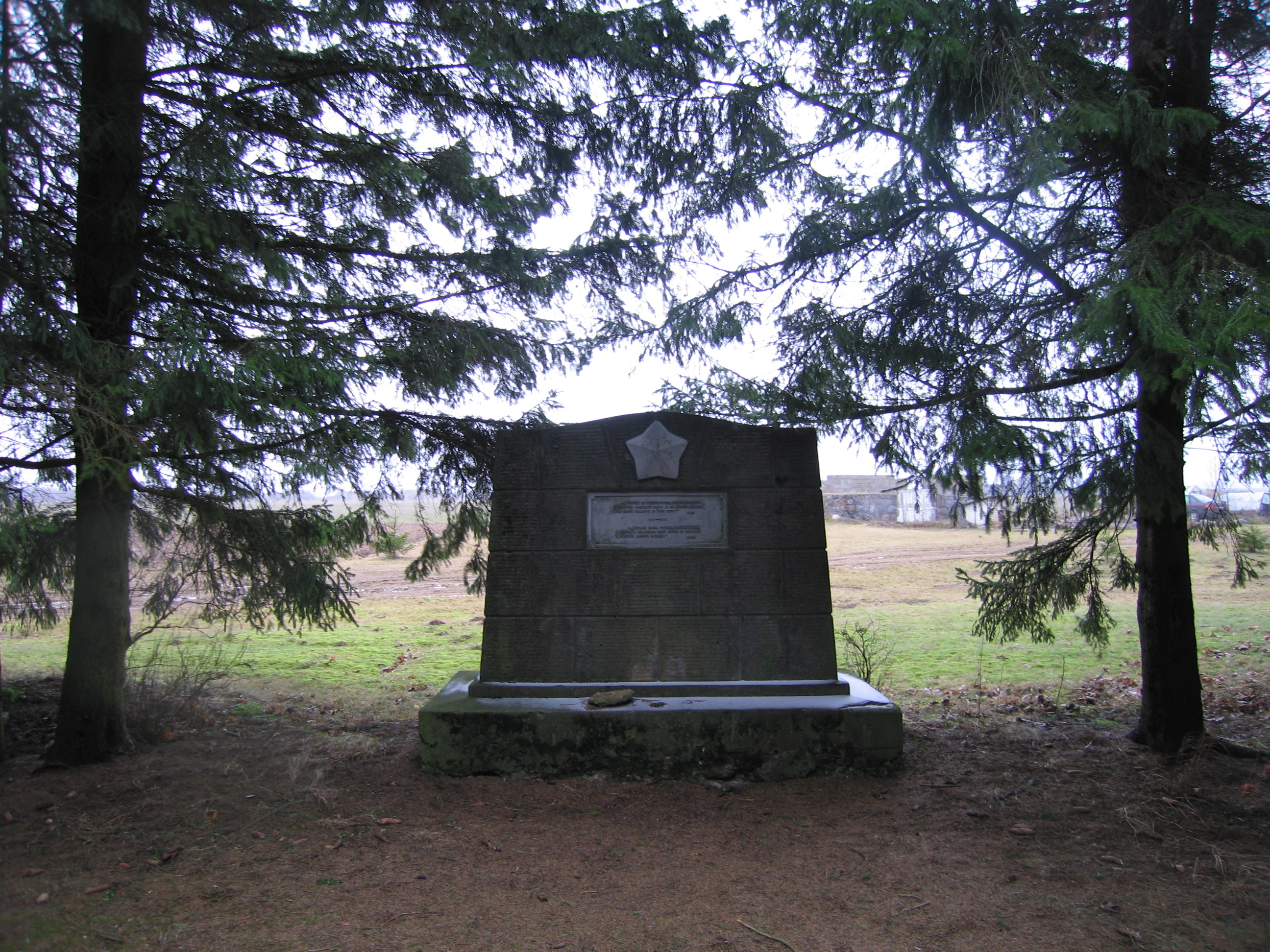
Советский памятник на братской могиле павших во II мировой войне в Аркма. Демонтирован в 2023 году

В 1950 году на находящейся на территории деревни братской могиле советских воинов, павших во Второй мировой войне (исторический памятник с 1997 до 2023 года) был установлен памятник с надписью «1941—1945 Вечная слава героям, павшим в боях с врагом и отдавшим свою жизнь за свободу и счастье нашего народа /Сталин/». Рабочая группа по советским памятникам при Госканцелярии Эстонии в своём протоколе от 30 ноября 2022 года признала памятник «красным», т. е. подлежащим демонтажу. Согласно советским документам, здесь похоронены 39 человек. Весной 2023 года памятник был демонтирован и заменён на т. н. нейтральный (на поверхности земли тёмно-серая плита на белой плите несколько большего размера и с табличкой на эстонском языке «Жертвы Второй мировой войны»). В ходе раскопок 8 апреля 2023 года были обнаружены останки 22 красноармейцев, которые перезахоронили 8 мая в общей могиле на центральном кладбище Тюри (см. Список советских военных памятников Эстонии). 
В 1977 году, в период кампании по укрупнению деревень, с Аркма была объединена основная часть деревни Лаэва (эст. Laeva, в 1797 году упоминается как Laewa) и деревня Мяо (эст. Mäo, в 1624 году — Meos).
В советское время рядом с деревней находились радиолокационная станция Кабала-Аркма и запасной военный аэродром Кабала-Оллепа. После ухода советских войск из Эстонии территория локаторной станции отошла во владение акционерному обществу «Arbalett» (24 гектара), с 29 июня 1996 года она принадлежит Министерству обороны Эстонии. По состоянию на 2016 год территория бывшего аэродрома не использовалась, на ней сохранились руины некоторых строений.

## Известные уроженцы
- Юри Вильмс (1889—1918) — эстонский политик, один из основателей Эстонской Республики[24]. В 1989 году, к 100-летию со дня рождения Юри Вильмса, на месте бывшего хутора Пидури, где он родился, были установлены памятный камень и информационная табличка[21].

## Комментарии
1. ↑  Эстонские топонимы, оканчивающиеся на -а, не склоняются и не имеют женского рода (исключение — Нарва)[9].